# Bloodbath
A Bloodbath svéd death metal együttes.  A Bloodbath egy supergroup, az Opeth, Diabolical Masquerade, Katatonia, Edge of Sanity, Nightingale, October Tide zenekarok tagjai alapították. 1998-ban alakultak meg Stockholmban. Lemezeiket a Peaceville Records, Century Media Records kiadók jelentetik meg.

## Tagok
- Anders Nyström - gitár, vokál (1998-)

- Jonas Renkse - basszusgitár, vokál (1998-)

- Martin Axenrot - dobok, ütős hangszerek (2004-)

- Old Nick Holmes - ének (2012-)

Ez a jelenlegi felállás.

## Diszkográfia
- Breeding Death (EP, 2000)
- Resurrection through Carnage (2002)
- Nightmares Made Flesh (2004)
- Unblessing the Purity (EP, 2008)
- The Wacken Carnage (koncertalbum, 2008)
- The Fathomless Mastery (2008)
- Grand Morbid Funeral (2014)
- The Arrow of Satan is Drawn (2018)